# Cratere Rutherford (Luna)
Rutherford è un cratere lunare di 15,98 km situato nella parte nord-occidentale della faccia nascosta della Luna.
Il cratere è dedicato al fisico neozelandese Ernest Rutherford.